# Balkan International Basketball League 2010-2011
La Balkan International Basketball League 2010-2011 è stata la 3ª edizione della Lega Balcanica. La vittoria finale fu ad appannaggio dei macedoni del Kavadarci sui bulgari del Rilski Sportist Samokov.
Per la prima volta alla competizione parteciperanno squadre croate e bosniache.

## Squadre partecipanti
| Bulgaria - Balkan Botevgrad - Levski Sofia - Rilski Sportist | Montenegro - Mornar Bar - Ulcinj | Bosnia ed Erzegovina - Zrinjski Mostar | Croazia - Brod |
| Macedonia del Nord - Kavadarci                               | Romania - Mureș                  | Serbia - OKK Belgrado                  |                |

## Regular season

### Gruppo A
|    | Squadre         | G | V | P | PF  | PS  | Dif  | Pt |
| -- | --------------- | - | - | - | --- | --- | ---- | -- |
| 1. | Levski Sofia    | 8 | 7 | 1 | 710 | 576 | +134 | 15 |
| 2. | OKK Belgrado    | 8 | 5 | 3 | 648 | 641 | +7   | 13 |
| 3. | Ulcinj          | 8 | 4 | 4 | 611 | 633 | -22  | 12 |
| 4. | Zrinjski Mostar | 8 | 4 | 4 | 656 | 664 | -8   | 12 |
| 5. | Svjetlost Brod  | 8 | 0 | 8 | 576 | 687 | -111 | 8  |

### Gruppo B
|    | Squadre                 | G | V | P | PF  | PS  | Dif | Pt |
| -- | ----------------------- | - | - | - | --- | --- | --- | -- |
| 1. | Kavadarci               | 8 | 6 | 2 | 723 | 652 | +71 | 14 |
| 2. | Mornar Bar              | 8 | 6 | 2 | 696 | 648 | +48 | 14 |
| 3. | Rilski Sportist Samokov | 8 | 4 | 4 | 631 | 649 | -18 | 12 |
| 4. | Mureş                   | 8 | 3 | 5 | 683 | 694 | -11 | 11 |
| 5. | Balkan Botevgrad        | 8 | 1 | 7 | 592 | 682 | -90 | 9  |

## Quarti di finale
Le seconde e le terze classificate si sfidano per determinare le ultime 2 squadre ad entrare nella final four, le prime vi accedono direttamente. Si svolgono sul meglio di tre gare.
Dal 22 marzo al 6 aprile 2011.
- Rilski Sportist
- OKK Belgrado

- Ulcinj
- Mornar Bar

| Squadra 1    | Serie | Squadra 2       | Gara 1  | Gara 2  | Gara 3 * |
| ------------ | ----- | --------------- | ------- | ------- | -------- |
| OKK Belgrado | 0 - 2 | Rilski Sportist | 88 - 93 | 57 - 66 |          |
| Mornar Bar   | 2 - 1 | Ulcinj          | 69 - 60 | 68 - 80 | 77 - 69  |

## Final Four
La fase finale del torneo si svolgerà tra il 15 e il 17 aprile 2011 a Kavadarci in Macedonia sede della   Kavadarci.
- Levski Sofia
- Rilski Sportist

- Kavadarci
- Mornar Bar

|  | Semifinali      | Semifinali      | Semifinali |           |                 | Finale          | Finale | Finale |  |
|  |                 |                 |            |           |                 |                 |        |        |  |
|  | Levski Sofia    | Levski Sofia    | 70         |           |                 |                 |        |        |  |
|  | Levski Sofia    | Levski Sofia    | 70         |           |                 |                 |        |        |  |
|  | Rilski Sportist | Rilski Sportist | 74         |           |                 |                 |        |        |  |
|  | Rilski Sportist | Rilski Sportist | 74         |           | Rilski Sportist | Rilski Sportist | 75     |        |  |
|  |                 |                 |            |           | Rilski Sportist | Rilski Sportist | 75     |        |  |
|  |                 |                 | Kavadarci  | Kavadarci | 88              |                 |        |        |  |
|  | Kavadarci       | Kavadarci       | Kavadarci  | Kavadarci | 88              | 82              |        |        |  |
|  | Kavadarci       | Kavadarci       |            |           |                 |                 |        |        |  |
|  | Mornar Bar      | Mornar Bar      | 75         |           |                 |                 |        |        |  |

| Arbitro: | Ognjen Jokic |

|                         |           |                   |
| Pt: Gjorgji Čekovski 22 | Marcatori | Pt: Ivan Lilov 17 |

| Arbitro: | Vladimir Tsekov |

|                      |           |                     |
| Pt: Darko Sokolov 24 | Marcatori | Pt: Ivan Jelenic 18 |

| Arbitro: | Ilija Belošević |

|                      |           |                   |
| Pt: Darko Sokolov 23 | Marcatori | Pt: Ivan Lilov 20 |

| Lega Balcanica 2011                 |
| ----------------------------------- |
| Feni Industries Kavadarci 1º titolo |

## Squadra vincitrice
| N° | Naz.                          | Ruolo | Sportivo             |  | Alt. |  |
| -- | ----------------------------- | ----- | -------------------- |  | ---- |  |
| 0  | Macedonia del Nord (bandiera) | AG    | Slobodan Mihajlovski |  | 202  |  |
| 4  | Macedonia del Nord (bandiera) | P     | Ognen Stojanovski    |  | 190  |  |
| 5  | Stati Uniti (bandiera)        | GA    | Jarrid Frye          |  | 192  |  |
| 6  | Macedonia del Nord (bandiera) | P     | Darko Sokolov        |  | 190  |  |
| 7  | Macedonia del Nord (bandiera) | AP    | Vladimir Brčkov      |  | 200  |  |
| 8  | Macedonia del Nord (bandiera) | G     | Vojdan Stojanovski   |  | 194  |  |
| 10 | Macedonia del Nord (bandiera) | AP    | Dime Tasovski        |  | 201  |  |
| 11 | Serbia (bandiera)             | C     | Dušan Knežević       |  | 207  |  |
| 12 | Macedonia del Nord (bandiera) | AP    | Marjan Gjurov        |  | 201  |  |
| 13 | Serbia (bandiera)             | AG    | Boško Jovović        |  | 205  |  |
| 15 | Macedonia del Nord (bandiera) | P     | Goran Samardziev     |  | 187  |  |
|    | Macedonia del Nord (bandiera) | All.  | Emil Rajković        |  |      |  |